# Кафаїзі
Кафаї́зі (англ. Kaphaizi) — традиційна громада у складі дистрикту Касунгу Центрального регіону Малаві.
Населення — 2249 осіб (2018).